# Dovre
Dovre là một đô thị ở hạt Oppland, Na Uy. Nó là một phần của khu vực truyền thống của Dovre. Trung tâm hành chính của đô thị này là làng Dovre. Về phía bắc giáp đô thị Oppdal, về phía đông giáp Folldal, ở phía nam giáp Sel và Vågå, và về phía tây bắc của Lesja. Đỉnh cao nhất là Snøhetta ở độ cao 2.286 mét (7.500 ft).